# 1,7-庚二醇
1,7-庚二醇是一种二醇，化学式 C7H16O2。

## 制备
1,7-庚二醇可以由庚二酸在四氢呋喃或乙醚中被还原而成。

## 性质
1,7-庚二醇是可溶于水的浅黄色液体。

## 用处
1,7-庚二醇是其它化合物的前体。它和氯化亚砜反应，形成1,7-二氯庚烷。它和氢溴酸反应，形成1,7-二溴庚烷。